# Rogue Entertainment
Rogue Entertainment — колишня компанія з розробки відеоігор, що розташовувалася в місті Даллас (штат Техас, США). Офіс компанії розташовувався в тому ж будинку, що й офіс id Software, і між двома цими компаніями були тісні зв'язки. Всі проєкти Rogue будувалися на двигунах id, а також Rogue розробила два доповнення для ігор Quake. Після закриття Rogue більша частина працівників першла в Nerve Software.

## Ігри, розроблені Rogue Entertainment
- Strife (1996)
- Quake Mission Pack 2: Dissolution of Eternity (1997)
- Quake II: Ground Zero (1998)
- Quake II (1999) (Nintendo 64)
- American McGee's Alice (2000)
- Counter-Strike: Condition Zero (не була закінчена, проєкт був переданий Gearbox Software)